# Sombrero de Saó

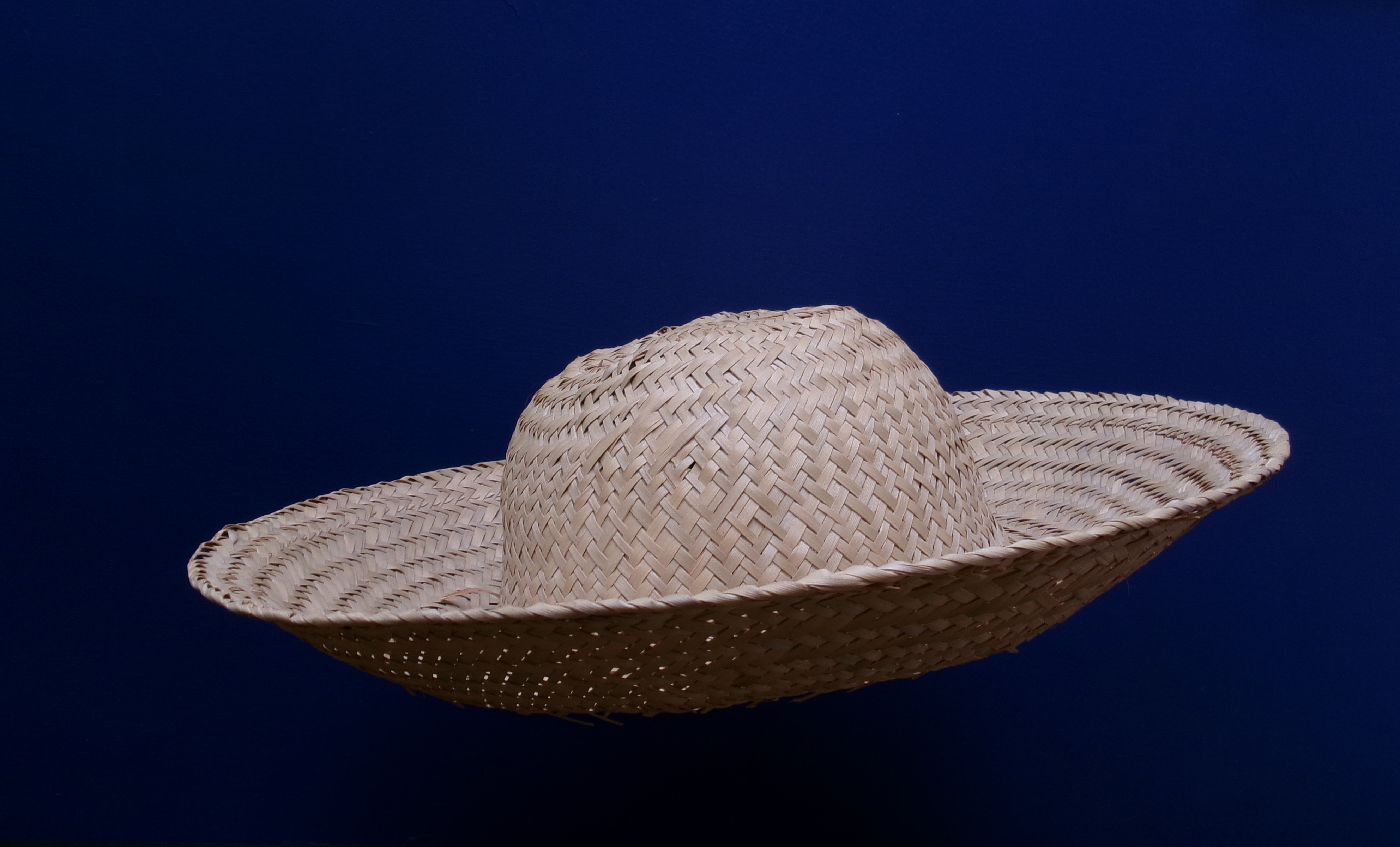
Sombrero de Saó

El Sombrero de Saó es una prenda de vestir que usan los habitantes del Oriente boliviano para cubrirse la cabeza y protegerse principalmente del sol tropical. Es elaborado artesanalmente con las hojas de una palmera denominada Saó (Trithrinax schizophylla).  
Este sombrero también es una especie de uniforme de identificación del pueblo camba, en Bolivia. Fue declarado patrimonio y "Símbolo Cultural Cruceño," mediante Ley Departamental 3708 del 9 de julio de 2007, exhortando a las personas y autoridades públicas y privadas a usarlo como muestra de respeto e identificación con los valores cruceños tradicionales en todos los actos cívicos patrios, efemérides departamental, feriados y fiestas religiosas notables.
El poeta boliviano Pedro Shimose compuso la melodía y la letra de la conocidísima canción en ritmo de taquirari denominada Sombrero de Saó.